# Guipavas
Guipavas é uma comuna francesa na região administrativa da Bretanha, no departamento Finisterra. Estende-se por uma área de 44,12 km². Em 2010 a comuna tinha 15 194 habitantes (densidade: 344,4 hab./km²).